# Rincon (Bonaire)

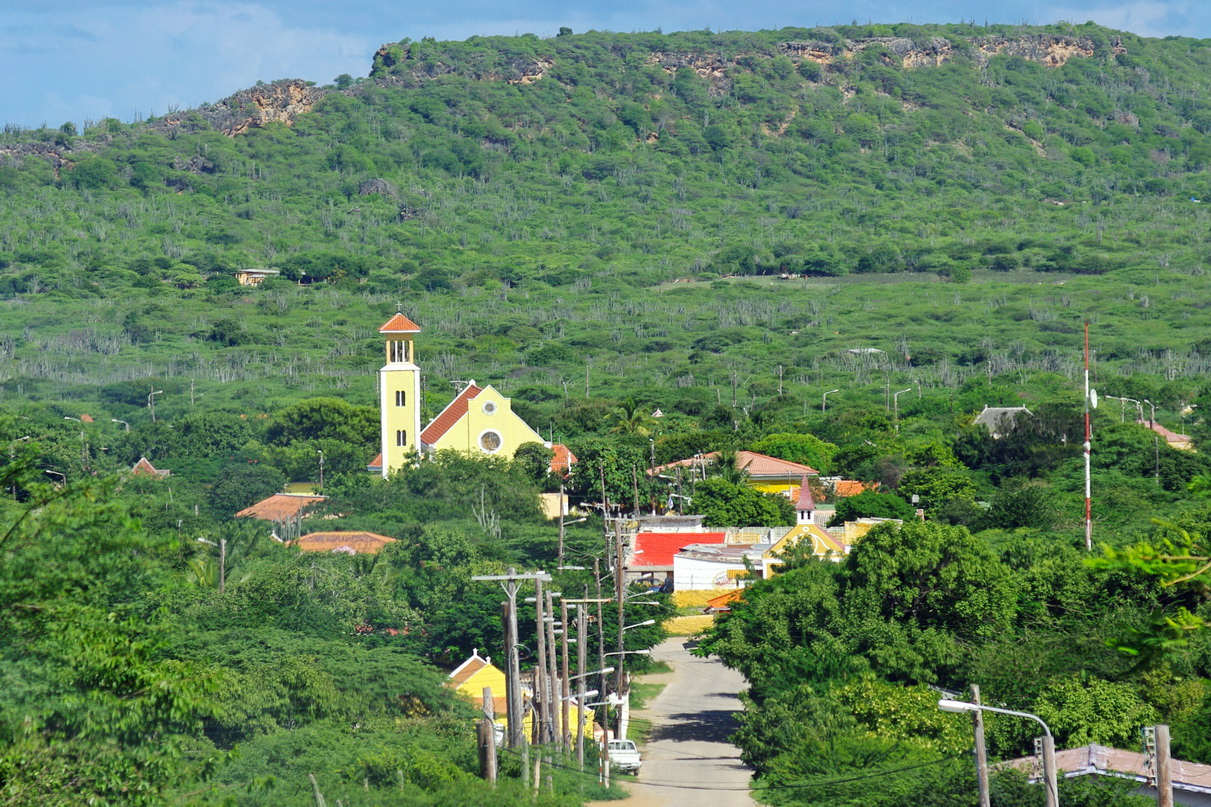
Vista del centre de Rincon

Rincon és la segona vila, després de la capital Kralendijk, de l'illa de Bonaire, al Carib Neerlandès, i la més antiga.
La població actual de Rincon és d'uns 1.580 habitants. Parlen l'idioma papiament i, també, l'holandès i l'anglès. L'illa sencera constitueix un municipi neerlandès i Kralendijk i Rincon són les dues viles reconegudes dins del municipi.
La vila de Rincon se situa en una vall interior que ocupa el nord de l'illa de Bonaire i va ésser fundada pels espanyols el 1527. Aquests ja havien estat abans a l'illa, el 1499, però no s'hi havien quedat. En el seu retorn, per a explotar-ne les salines, van triar el lloc pel fet de tractar-se d'una vall fèrtil i ben ventilada pels alisis i romandre arraconada de la costa i de la vista dels vaixells pirates que rondaven aquella zona del Carib. D'aquí li ve el nom, de Rincón en espanyol, que vol dir “racó”.
Més tard, a partir de 1636, els holandesos van prendre possessió de l'illa, van traslladar la capital a Kralendijk, a la costa oest, més orientada cap a Curaçao, que era el seu centre administratiu de la regió, i van importar esclaus africans a Rincon. Quan va ésser abolida l'esclavitud, el 1863, els lliberts van romandre a la vila i els seus habitants actuals són, majoritàriament, descendents seus.